# Mistrzostwa świata w szachach 1889

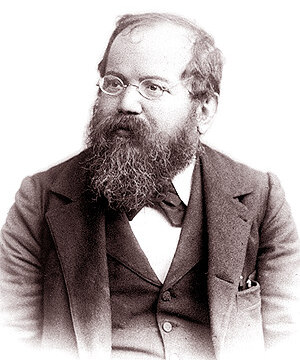
Mistrz świata 1889,
Wilhelm Steinitz

Mistrzostwa świata w szachach 1889 – mecz o tytuł mistrza świata pomiędzy Wilhelmem Steinitzem a Michaiłem Czigorinem, który odbył się w Hawanie w dniach 20 I – 24 II 1889 roku. 
Zgodnie z regulaminem mecz miał składać się z dwudziestu partii, do końcowego wyniku zaliczano zarówno wygrane, jak i remisy. Po 17. partii Steinitz osiągnął 10½ pkt i obronił tytuł. Warta uwagi jest bezkompromisowa postawa obu szachistów: spośród wszystkich partii spotkania, tylko jedna (ostatnia) zakończyła się wynikiem remisowym.

## Wyniki w poszczególnych partiach
|                  | 1 | 2 | 3 | 4 | 5 | 6 | 7 | 8 | 9 | 10 | 11 | 12 | 13 | 14 | 15 | 16 | 17 | Punkty |
| ---------------- | - | - | - | - | - | - | - | - | - | -- | -- | -- | -- | -- | -- | -- | -- | ------ |
| Michaił Czigorin | 1 | 0 | 1 | 0 | 0 | 1 | 1 | 0 | 0 | 0  | 1  | 0  | 1  | 0  | 0  | 0  | ½  | 6½     |
| Wilhelm Steinitz | 0 | 1 | 0 | 1 | 1 | 0 | 0 | 1 | 1 | 1  | 0  | 1  | 0  | 1  | 1  | 1  | ½  | 10½    |